# Processo de câmara de chumbo
O processo de câmara de chumbo foi um método industrial utilizado para produção de ácido sulfúrico em grandes quantidades. Ele foi amplamente substituído pelo processo de contato.
Em 1746, na cidade de Birmingham, Inglaterra,  John Roebuck começou a produzir ácido sulfúrico em câmaras revestidas com chumbo, que eram mais resistentes, baratas, e potencialmente muito maiores que os recipientes de vidro utilizados anteriormente. Isso permitiu a industrialização efetiva e produção do ácido sulfúrico e, com diversos refinamentos, esse processo permaneceu como método padrão de produção por quase dois séculos. O processo era tão robusto que até 1946, ainda representava 25% de todo ácido sulfúrico produzido.